# Liumao (socken i Kina, lat 45,27, long 130,79)
Liumao (kinesiska: 柳毛, 柳毛乡) är en socken i Kina. Den ligger i provinsen Heilongjiang, i den nordöstra delen av landet, omkring 330 kilometer öster om provinshuvudstaden Harbin.
Genomsnittlig årsnederbörd är 855 millimeter. Den regnigaste månaden är juli, med i genomsnitt 176 mm nederbörd, och den torraste är januari, med 4 mm nederbörd.